# Anapher
Die Anapher (von altgriechisch ἀναφορά anaphorá „das Zurückführen, die Rückbeziehung“ zu ἀναφέρω anaphero oder ἀναφορέω anaphoreo „zurückführen, beziehen auf“; vergleiche die Beziehung von Referenz zu lateinisch refero) ist ein rhetorisches Stilmittel; sie bezeichnet die (einmalige oder mehrfache) Wiederholung eines Wortes (oder einer Wortgruppe) am Anfang aufeinander folgender Verse, Strophen, Sätze oder Satzteile. So dient sie der Strukturierung und Rhythmisierung von Texten. Die wiederholten Einheiten werden gegebenenfalls als besonders bedeutsam hervorgehoben.
Die Anapher zählt zu den einfachsten, ältesten und häufigsten rhetorischen und poetischen Stilmitteln. Sie begegnet besonders häufig in religiöser Sprache, etwa in der Bibel.
Spiegelbildliches Gegenstück zur Anapher ist die Epipher; nahe verwandt mit beiden sind Anadiplose und Kyklos.

## Beispiele
„Aufgestanden ist er, welcher lange schlief, 
Aufgestanden unten aus Gewölben tief. […]“

„Scipio hat Numantia vernichtet, Scipio [hat] Karthago zerstört, und Scipio/er [hat] Frieden gebracht […]“

„Wer soll nun die Kinder lehren und die Wissenschaft vermehren?
Wer soll nun für Lämpel leiten seines Amtes Tätigkeiten?“

„lies keine oden, mein sohn, lies die fahrpläne:
sie sind genauer. […]“

„O Täler weit, o Höhen, o schöner, grüner Wald.“

„Wie ermüdend, geliebt zu werden, wahrhaft geliebt zu werden! Wie ermüdend, das Objekt emotionaler Belastungen eines anderen zu sein! Sich, wenn man sich frei, immer frei hat sehen wollen, mit einem Mal die Last der Verantwortung aufzubürden, Gefühle zu erwidern und so anständig zu sein, sich nicht zu entziehen, damit nur ja keiner auf den Gedanken kommt, man sei ein Prinz in Sachen Emotion und weise zugleich das Höchste zurück, das eine menschliche Seele zu geben vermag. Wie ermüdend, unsere Existenz ganz und gar abhängig zu sehen von der Gefühlsbeziehung zu einem anderen Menschen! Wie ermüdend, gezwungenermaßen ebenfalls ein bisschen lieben zu müssen, wenn auch ohne die volle Erwiderung!“

Martin Luther Kings Rede I have a Dream. Bekannte Anaphern in dieser Rede sind unter anderem „one hundred years later“, „now is the time“, „I have a dream“, „let freedom ring“ und „free at last“.
But 100 years later, we must face the tragic fact that the Negro is still not free.
One hundred years later, the life of the Negro is still sadly crippled by the manacles of segregation and the chains of discrimination.
One hundred years later, the Negro lives on a lonely island of poverty in the midst of a vast ocean of material prosperity.
One hundred years later, the Negro is still languishing in the corners of American society and finds himself an exile in his own land.